# جوزيف بارتيلمي
جوزيف بارتيلمي هو عالم سياسة وقانوني وسياسي فرنسي، ولد في 9 يوليو 1874 في تولوز في فرنسا، وتوفي في 14 مايو 1945 في أوش في فرنسا بسبب سرطان. نشط حزبياً في التحالف الجمهوري الديمقراطي (1924 – 1924) (1919 – 1919).

## مناصب
- انتخب Mayor of L'Isle-Jourdain ‏.
- انتخب  (1922 – 1945).
- انتخب وزير العدل (فرنسا) (27 يناير 1941 – 26 مارس 1943).
- انتخب  (16 نوفمبر 1919 – 31 مايو 1928).